# カラオケ戦士マイク次郎
『カラオケ戦士マイク次郎』（カラオケせんしマイクじろう）は、原案・秋元康、漫画・今井ひづるによる日本の漫画作品。『デラックスボンボン』（講談社）にて1993年12月号から1995年2月号まで連載された。
テレビアニメ化もされており、1994年4月4日から1995年3月24日までBS2の『うたのなる木』（毎週月曜 - 金曜 8:00 - 8:20）内にて初の製作委員会方式で制作され、アシスタントを担当する東京パフォーマンスドールのメンバーが進行役を担当した。1話を5日分（1日5分程度）に分割した全20話が放送された。本放送ではOPが短縮版でEDがカットされていたが、後に衛星アニメ劇場枠での再放送では完全版として放送された。

## ストーリー
真のカラオケ道に励む私立アカペラ学園に通う、鈴木次郎は最強のオンチである。そんな次郎に嫌気をさした同級生である若王子殿は、父の学園理事長に頼み、次郎のいる施設・聖オンチの子供たちをアカペラ学園登校禁止にしてしまう。なんとかオンチを直そうとするが、オンチの原因は幼少時代に付けられた首輪「龍の鍵」のせいであった。

## 登場人物
鈴木 次郎（すずき じろう） / マイク次郎
本作の主人公。行方不明の両親を探すためにカラオケ戦士を目指す、アカペラ学園の生徒。周りのものを壊してしまうほどの音痴。実はその原因は幼少時代に付けられた首輪の呪いによるものだった。
若王子の指輪によって首輪の封印が解かれると、美声で歌うようになる。普段は2頭身の三枚目な少年だが、歌うと急に長身の美少年・マイク次郎となる。前髪の色は変化前と変化後で色が変わる（変化前は赤、変化後はピンク）。一人称は「俺」。
若王子 殿（わかおうじ との）
次郎のライバル。若王子財団の御曹司で長男。キザで高慢な自惚れやの伊達男。趣味は女装。一人称は対等に話す（主に次郎）時は「俺」、父や先生など目上に話す時は「私」か「僕」。
若王子 姫（わかおうじ ひめ）
殿の妹。当初は兄に似て高飛車で次郎には冷たい態度を取っていたものの、途中から次郎に惹かれていく。一人称は「私」。
ヌカミソ先生
孤児院「聖オンチ」の先生で牧師。穏やかで子供たちに優しい。次郎を心から心配している。
舟木 よしお
次郎のクラスメイト。音痴な次郎の唯一の理解者である。関西弁でお調子者だが、次郎のピンチを何度も救っている。カラオケBOXを経営している。一人称は「ワイ」。
若王子 大殿
若王子兄妹の父で、アカペラ学園の理事長。次郎と殿を親から引き離し、次郎を音痴にした張本人である。
本作の黒幕のような立場だが、終盤でその目的と本性が露わとなる。
ドヘタ校長
アカペラ学園の校長。「ゲス」が口癖のひょうきん者。理事長・大殿には頭が上がらず、若王子家の腰ぎんちゃくのような立場となっている。
ザマス先生
次郎の担任教師。名前の通り「ザマス」が口癖の女教師。次郎が音痴であることを良く思っていない。一方で、次郎の音痴が治ったのは自分のおかげだと言い張っている。
のどのほとけ
次郎を助けるために度々現れる謎のお坊さん。登場するたびに妙な奇声を上げる。最終回でその正体が明らかとなる。

## アニメ版

### スタッフ
- 原作：秋元康、今井ひづる
- 企画：秋元康、草野啓二
- プロデューサー：加藤一輔、鈴木恒夫、栃平吉和
- シリーズ構成：浦沢義雄
- 文芸担当：依田健
- キャラクターデザイン：海谷敏久
- 美術監督：宮野隆
- 音楽：辻陽
- 監督：芝山努
- 原画：関根昌之、宮崎なぎさ、中島忠二、高橋和徳 ほか
- 色彩設定：四俣理香
- 編集：坂本雅紀
- 音響監督：佐藤千明
- 制作協力：亜細亜堂
- アニメーション制作：スタジオ旗艦
- 製作：マイク次郎プロジェクト

### 主題歌
- OP「カモン！カラオケ」（作詞：秋元康 作曲：後藤次利 編曲：安藤高弘 歌：早坂好恵）
- ED「サプライズ！」（作詞：秋元康 作曲：後藤次利 編曲：安藤高弘 歌：早坂好恵）

### キャスト
- 鈴木次郎（マイク次郎）：高山みなみ
- 若王子殿：小林優子
- 若王子姫：江森浩子
- ヌカミソ先生/カラオケ仙人：茶風林
- 舟木よしお：柏倉つとむ
- 若王子大殿：佐藤正治
- ドヘタ校長/スピルバーガー：西村智博
- ザマス先生/次郎の母：鈴鹿千春
- のどのほとけ/ディレクターX/次郎の父：掛川裕彦
- コンニャク/マイク天狗：中博史
- ケン太：大塚瑞恵
- マリ：麻見順子
- ガンス：安井邦彦
- カラオケライダー：石田彰
- 海：岩男潤子
- 中村：関智一
- 女社長：西宏子

### 放映リスト
| 話数 | サブタイトル                   | 脚本              | コンテ       | 演出         | 作画監督   |
| ---- | ------------------------------ | ----------------- | ------------ | ------------ | ---------- |
| 1    | カラオケ戦士 マイク次郎誕生!   | 浦沢義雄          | 青木佐恵子   | 青木佐恵子   | 藤森雅也   |
| 2    | 危うし! カラオケ大会のワナ     | 浦沢義雄          | 小林常夫     | しのゆきひろ | 高橋和徳   |
| 3    | 人間ボイスチェンジャー 現わる! | 楠部工            | 大地丙太郎   | 大地丙太郎   | 畑良子     |
| 4    | ヒットチャート トップは誰だ    | 浦沢義雄          | 佐々木和宏   | 佐々木和宏   | 大武正枝   |
| 5    | はじめてのキス?!               | 浦沢義雄          | 小林常夫     | 大関雅幸     | 藤田まり子 |
| 6    | ケーキが結ぶ 愛の歌            | 浦沢義雄          | 青木佐恵子   | 青木佐恵子   | 藤森雅也   |
| 7    | 参上! ものまね仮面             | 浦沢義雄          | しのゆきひろ | しのゆきひろ | 高橋和徳   |
| 8    | コミックソングなんか 歌えない  | 浦沢義雄          | 大地丙太郎   | 大地丙太郎   | 畑良子     |
| 9    | 聖オンチの家を守れ             | 浦沢義雄          | 小林常夫     | 小林常夫     | 大武正枝   |
| 10   | カラオケ総本山 ネオうたがら山  | 浦沢義雄          | 石川康夫     | 岡崎幸男     | 藤田まり子 |
| 11   | カラオケ村の対決               | 浦沢義雄          | 佐々木和宏   | 佐々木和宏   | 柳田義明   |
| 12   | 謎の マダム・ボンジュール      | 浦沢義雄          | しのゆきひろ | しのゆきひろ | 高橋和徳   |
| 13   | カラオケライダー は次郎?       | 浦沢義雄 阪口和久 | 大地丙太郎   | 大地丙太郎   | 畑良子     |
| 14   | 人魚の涙                       | 浦沢義雄 阪口和久 | 小林常夫     | 横山広行     | 大武正枝   |
| 15   | 嘆きの女子レスラー             | 浦沢義雄 阪口和久 | 岡崎幸男     | 岡崎幸男     | 藤田まり子 |
| 16   | カラオケ番長が やって来た!     | 浦沢義雄          | 佐々木和宏   | 佐々木和宏   | 柳田義明   |
| 17   | 次郎の子守唄                   | 浦沢義雄          | 石川康夫     | しのゆきひろ | 高橋和徳   |
| 18   | 大殿の野望                     | 浦沢義雄 阪口和久 | 大地丙太郎   | 大地丙太郎   | 畑良子     |
| 19   | 次郎と殿の秘密                 | 浦沢義雄          | 横山広行     | 横山広行     | 大武正枝   |
| 20   | 次郎 新たなる旅立ち            | 浦沢義雄          | 岡崎幸男     | 岡崎幸男     | 藤田まり子 |

## 使用曲
|      | 曲名                                        | オリジナル歌手             | 歌                           |
| ---- | ------------------------------------------- | -------------------------- | ---------------------------- |
| 1話  | 花                                          | 童謡                       | アカペラ学園の生徒・鈴木次郎 |
| 1話  | 春の小川                                    | 童謡                       | 聖オンチの子供たち           |
| 1話  | セーラー服を脱がさないで                    | おニャン子クラブ           | 若王子姫                     |
| 1話  | YAH YAH YAH                                 | CHAGE&ASKA                 | 鈴木次郎                     |
| 2話  | YAH YAH YAH                                 | CHAGE&ASKA                 | 若王子殿                     |
| 2話  | セーラー服を脱がさないで                    | おニャン子クラブ           | 若王子殿                     |
| 2話  | ガラガラヘビがやってくる                    | とんねるず                 | 若王子殿                     |
| 2話  | どんぐりころころ                            | 童謡                       | 若王子殿                     |
| 2話  | ドナドナ                                    | イディッシュ民謡           | 鈴木次郎                     |
| 2話  | Choo Choo TRAIN                             | ZOO                        | ブギブギブラザーズ           |
| 2話  | ぼくたちの失敗                              | 森田童子                   | 鈴木次郎                     |
| 2話  | おふくろさん                                | 森進一                     | 鈴木次郎                     |
| 3話  | おふくろさん                                | 森進一                     | 鈴木次郎                     |
| 3話  | YAH YAH YAH                                 | CHAGE&ASKA                 | カメレオンサル               |
| 3話  | 嵐の素顔                                    | 工藤静香                   | 若王子殿                     |
| 3話  | I LOVE YOU                                  | 尾崎豊                     | 鈴木次郎                     |
| 4話  | I LOVE YOU                                  | 尾崎豊                     | 鈴木次郎                     |
| 4話  | 川の流れのように                            | 美空ひばり                 | 若王子殿                     |
| 4話  | ガラガラヘビがやってくる                    | とんねるず                 | 中村                         |
| 4話  | 蛍の光                                      | スコットランド民謡         | 鈴木次郎                     |
| 5話  | 蛍の光                                      | スコットランド民謡         | 鈴木次郎                     |
| 5話  | 雨降りお月さん                              | 童謡                       | 鈴木次郎                     |
| 5話  | 揺れる想い                                  | ZARD                       | 若王子姫                     |
| 6話  | 川の流れのように                            | 美空ひばり                 | 若王子殿                     |
| 6話  | 手のひらを太陽に                            | 宮城まり子                 | 聖オンチの子供たち・鈴木次郎 |
| 6話  | 矢切の渡し                                  | ちあきなおみ               | 若王子姫                     |
| 6話  | 愛は勝つ                                    | KAN                        | 鈴木次郎                     |
| 7話  | I LOVE YOU                                  | 尾崎豊                     | 鈴木次郎                     |
| 7話  | 昴 -すばる-                                 | 谷村新司                   | 鈴木次郎                     |
| 8話  | 世界は二人のために                          | 佐良直美                   | 若王子姫・鈴木次郎           |
| 8話  | スーダラ節                                  | ハナ肇とクレージーキャッツ | 若王子殿・鈴木次郎           |
| 9話  | I LOVE YOU                                  | 尾崎豊                     | 鈴木次郎                     |
| 9話  | 揺れる想い                                  | ZARD                       | 若王子姫                     |
| 9話  | 人生いろいろ                                | 島倉千代子                 | 社長                         |
| 9話  | 浪花節だよ人生は                            | 小野由紀子                 | 鈴木次郎                     |
| 10話 | 浪花節だよ人生は                            | 小野由紀子                 | 鈴木次郎                     |
| 10話 | ロックン・オムレツ                          | 森高千里                   | カラオケ仙人                 |
| 11話 | YAH YAH YAH                                 | CHAGE&ASKA                 | 鈴木次郎                     |
| 11話 | おふくろさん                                | 森進一                     | 鈴木次郎                     |
| 11話 | 会いたい                                    | 沢田知可子                 | 泣き女                       |
| 11話 | ロード                                      | THE 虎舞竜                 | 鈴木次郎                     |
| 12話 | YAH YAH YAH                                 | CHAGE&ASKA                 | 鈴木次郎                     |
| 12話 | 昴 -すばる-                                 | 谷村新司                   | 鈴木次郎                     |
| 12話 | ぼくたちの失敗                              | 森田童子                   | 若王子姫                     |
| 12話 | 川の流れのように                            | 美空ひばり                 | 鈴木次郎                     |
| 13話 | 勝手にしやがれ                              | 沢田研二                   | カラオケライダー             |
| 13話 | 喝采                                        | ちあきなおみ               | カラオケライダー             |
| 13話 | 揺れる想い                                  | ZARD                       | カラオケ蛇の道の客           |
| 13話 | 大都会                                      | クリスタルキング           | 若王子殿                     |
| 13話 | WARNING                                     | いしだ壱成                 | 鈴木次郎                     |
| 14話 | 海                                          | 童謡                       | 鈴木次郎                     |
| 14話 | 海よ                                        | 中島みゆき                 | 人魚・鈴木次郎               |
| 14話 | 時代                                        | 中島みゆき                 | 鈴木次郎                     |
| 14話 | スーダラ節                                  | ハナ肇とクレージーキャッツ | 舟木よしお                   |
| 15話 | I LOVE YOU                                  | 尾崎豊                     | 鈴木次郎                     |
| 15話 | 愛のままにわがままに 僕は君だけを傷つけない | B'z                        | マリ                         |
| 15話 | 世界中の誰よりきっと                        | 中山美穂&WANDS             | 鈴木次郎                     |
| 16話 | 大都会                                      | クリスタルキング           | カラオケ番長                 |
| 16話 | 五木の子守唄                                | 子守唄                     | 鈴木次郎                     |
| 17話 | 江戸子守唄                                  | 子守唄                     | 鈴木次郎の偽母               |
| 17話 | 昭和枯れすゝき                              | さくらと一郎               | 鈴木次郎の偽母・大男         |
| 17話 | 愛が生まれた日                              | 藤谷美和子・大内義昭       | 若王子殿・鈴木次郎           |
| 18話 | アリよさらば                                | 矢沢永吉                   | 若王子殿                     |
| 18話 | YAH YAH YAH                                 | CHAGE&ASKA                 | 若王子殿・鈴木次郎           |
| 19話 | カモン! カラオケ                            | 早坂好恵                   | 若王子殿                     |
| 19話 | YAH YAH YAH                                 | CHAGE&ASKA                 | 若王子殿・鈴木次郎           |
| 20話 | YAH YAH YAH                                 | CHAGE&ASKA                 | 若王子殿・鈴木次郎           |
| 20話 | 乾杯                                        | 長渕剛                     | 若王子殿・若王子姫・鈴木次郎 |